# Campeonato Sul-Americano de Atletismo Júnior de 1994
O Campeonato Sul-Americano de Atletismo Júnior de 1994 foi a 26ª edição da competição de atletismo organizada pela CONSUDATLE para atletas com menos de vinte anos, classificados como júnior ou sub-20. O evento foi realizado em Santa Fé, na Argentina, entre 1 e 4 de setembro de 1994. Contou com cerca de 259 atletas de 12 nacionalidades distribuídos em 42 eventos.

## Medalhistas
Esses foram os resultados do campeonato.

### Masculino
| Evento                      | Ouro                       | Ouro    | Prata                   | Prata   | Bronze                    | Bronze  |
| --------------------------- | -------------------------- | ------- | ----------------------- | ------- | ------------------------- | ------- |
| 100 metros                  | Emerson Perín (BRA)        | 10.89   | Jimmy Pino (COL)        | 11.04   | Javier Rodríguez (ARG)    | 11.18   |
| 200 metros                  | Inácio Leão Filho (BRA)    | 21.69   | Daniel Sarmiento (URU)  | 21.87   | Víctor Hugo Goulart (BRA) | 22.23   |
| 400 metros                  | Víctor Hugo Goulart (BRA)  | 48.18   | Mario Reis (BRA)        | 48.67   | Jonathan Gómez (COL)      | 49.25   |
| 800 metros                  | Alcides Pinto (COL)        | 1:51.73 | Antônio Horbach (BRA)   | 1:51.74 | Márcio da Silva (BRA)     | 1:52.61 |
| 1 500 metros                | Antônio Horbach (BRA)      | 3:53.3  | Emigdio Delgado (VEN)   | 3:53.8  | Márcio da Silva (BRA)     | 3:54.2  |
| 5 000 metros                | André Espírito Santo (BRA) | 14:39.6 | Gustavo de Paula (BRA)  | 14:43.0 | Iván Noms (ARG)           | 14:46.2 |
| 10 000 metros               | Clodoaldo dos Santos (BRA) | 31:59.9 | Marcelo Silva (BRA)     | 32:00.3 | Iván Noms (ARG)           | 32:03.9 |
| 10 km marcha atlética       | Milton Uyaguari (ECU)      | 43:28.4 | Omar Aguirre (ECU)      | 43:28.4 | Nixon Zambrano (COL)      | 43:35.1 |
| 110 metros barreiras        | Emerson Perín (BRA)        | 14.26   | Carlos Vega (CHI)       | 15.14   | José David Riesco (PER)   | 15.24   |
| 400 metros barreiras        | Carlos Zbinden (CHI)       | 53.50   | Alexander Mena (COL)    | 53.63   | Felipe Figueirêdo (BRA)   | 54.93   |
| 3.000 metros com obstáculos | Gustavo de Paula (BRA)     | 9:03.81 | Robinson Alves (BRA)    | 9:20.84 | Julián Peralta (ARG)      | 9:23.15 |
| 4×100 metros estafetas      | Brasil                     | 41.44   | Uruguai                 | 42.41   | Chile                     | 42.54   |
| 4×400 metros estafetas      | Brasil                     | 3:14.82 | Argentina               | 3:17.93 | Chile                     | 3:18.00 |
| Salto em altura             | Paulo Ruimar (BRA)         | 2.04    | Fabrício Romero (BRA)   | 2.01    | Erasmo Jara (ARG)         | 1.98    |
| Salto com vara              | Leonidas Aguiar (BRA)      | 4.20    | Marcos Senisky (BRA)    | 4.10    | Cristián Larraín (CHI)    | 4.00    |
| Salto em comprimento        | Jeremy Racey (CHI)         | 7.10    | Leonardo Geremias (BRA) | 7.02    | Leandro Simes (ARG)       | 6.86    |
| Salto triplo                | Sérgio dos Santos (BRA)    | 15.50w  | Márcio Cardoso (BRA)    | 15.14   | Juan Carlos Chávez (ARG)  | 14.83w  |
| Arremesso de peso           | Mauro Ordiales (ARG)       | 15.28   | Francisco Pinter (ARG)  | 14.05   | Marco Antonio Verni (CHI) | 13.82   |
| Lançamento de disco         | Julio Piñero (ARG)         | 56.26   | Mauro Ordiales (ARG)    | 48.30   | Carlos Soarez (BRA)       | 43.46   |
| Lançamento do martelo       | Juan Cerra (ARG)           | 66.62   | Aldo Bello (VEN)        | 55.62   | Mauro Ordiales (ARG)      | 54.24   |
| Lançamento do dardo         | Marcos Vieira (BRA)        | 60.90   | Diego Moraga (CHI)      | 58.40   | Julio Piñero (ARG)        | 57.30   |
| Decatlo                     | Márcio de Souza (BRA)      | 6530    | Jeremy Racey (CHI)      | 6444    | Alejandro Acosta (ARG)    | 6316    |

### Feminino
| Evento                 | Ouro                     | Ouro    | Prata                           | Prata   | Bronze                      | Bronze  |
| ---------------------- | ------------------------ | ------- | ------------------------------- | ------- | --------------------------- | ------- |
| 100 metros             | Felipa Palacios (COL)    | 11.84   | María Laura Rodríguez (ARG)     | 12.06   | Irene Boldrim (BRA)         | 12.32   |
| 200 metros             | Felipa Palacios (COL)    | 24.19   | Daniella Janzen (BRA)           | 24.91   | María Laura Rodríguez (ARG) | 25.03   |
| 400 metros             | Maricel Palmieri (ARG)   | 55.86   | Kelly de Oliveira (BRA)         | 56.02   | Liset Valois (COL)          | 57.58   |
| 800 metros             | Clara Morales (CHI)      | 2:11.38 | Fabiane dos Santos (BRA)        | 2:11.66 | Natalia Rivarola (ARG)      | 2:14.30 |
| 1 500 metros           | Clara Morales (CHI)      | 4:31.4  | Bertha Sánchez (COL)            | 4:32.0  | Karina Moncayo (ECU)        | 4:41.4  |
| 3 000 metros           | Bertha Sánchez (COL)     | 9:41.36 | Fabiana Cristine da Silva (BRA) | 9:44.90 | Erika Olivera (CHI)         | 9:48.03 |
| 10 000 metros          | Erika Olivera (CHI)      | 34:14.4 | Helena dos Santos (BRA)         | 35:46.3 | María Elena Calle (ECU)     | 36:28.7 |
| 5 km marcha atlética   | Nohora Paque (COL)       | 23:32.7 | Geovana Irusta (BOL)            | 23:38.6 | Gladys Criollo (ECU)        | 24:25.3 |
| 100 metros barreiras   | Maurren Maggi (BRA)      | 14.13   | Claudia Casals (ARG)            | 14.26   | Mariela Andrade (ARG)       | 14.57   |
| 400 metros barreiras   | Kelly de Oliveira (BRA)  | 60.69   | Maricel Palmieri (ARG)          | 60.84   | Ondina Rodríguez (ECU)      | 62.59   |
| 4×100 metros estafetas | Brasil                   | 47.00   | Colômbia                        | 47.13   | Uruguai                     | 47.46   |
| 4×400 metros estafetas | Brasil                   | 3:48.49 | Chile                           | 3:52.19 | Argentina                   | 3:52.28 |
| Salto em altura        | Luciane Dambacher (BRA)  | 1.78    | Solange Witteveen (ARG)         | 1.76    | Mariela Andrade (ARG)       | 1.72    |
| Salto em comprimento   | Helena Guerrero (COL)    | 5.60    | Mónica Castro (CHI)             | 5.50    | María Abasolo (CHI)         | 5.33    |
| Salto triplo           | Adriana Matoso (BRA)     | 12.40   | Lilia Aguirre (ARG)             | 11.86   | Alicia Medina (ARG)         | 11.79   |
| Arremesso de peso      | Josiane Soares (BRA)     | 13.63   | Margit Wahlbrink (BRA)          | 13.55   | Clara Palacios (COL)        | 12.68   |
| Lançamento de disco    | Fanny García (VEN)       | 44.48   | María Eugenia Giggi (ARG)       | 43.42   | Erika Pinto (BRA)           | 41.58   |
| Lançamento do martelo  | Vanesa Valarella (ARG)   | 47.00   | Erika Melián (ARG)              | 42.98   | Sandra Guzmán (URU)         | 35.78   |
| Lançamento do dardo    | Alessandra Resende (BRA) | 52.52   | Claudineia Barreto (BRA)        | 49.72   | Sabina Moya (COL)           | 45.48   |
| Heptatlo               | Mariela Andrade (ARG)    | 4215    | Claudia Casals (ARG)            | 4545    | Sonia Estacio (COL)         | 3967    |

## Quadro de medalhas (não oficial)
| Ordem | País      | Medalha de ouro | Medalha de prata | Medalha de bronze | Total |
| ----- | --------- | --------------- | ---------------- | ----------------- | ----- |
| 1     | Brasil    | 23              | 16               | 7                 | 46    |
| 2     | Argentina | 6               | 11               | 16                | 33    |
| 3     | Colômbia  | 6               | 4                | 6                 | 16    |
| 4     | Chile     | 5               | 5                | 6                 | 16    |
| 5     | Venezuela | 1               | 2                | 0                 | 3     |
| 6     | Equador   | 1               | 1                | 4                 | 6     |
| 7     | Uruguai   | 0               | 2                | 2                 | 4     |
| 8     | Bolívia   | 0               | 1                | 0                 | 1     |
| 9     | Peru      | 0               | 0                | 1                 | 1     |

## Participantes (não oficial)
Uma contagem não oficial produziu o número de 259 atletas de 12 países: 
| - Argentina (50) - Bolívia (7) - Brasil (61) - Chile (41) - Colômbia (15) - Equador (17) | - Guiana (2) - Panamá (2) - Paraguai (19) - Peru (11) - Uruguai (31) - Venezuela (3) |